# Kordići
Kordići är ett samhälle i Bosnien och Hercegovina.   Det ligger i entiteten Federationen Bosnien och Hercegovina, i den centrala delen av landet, 70 km väster om huvudstaden Sarajevo. Kordići ligger 711 meter över havet och antalet invånare är 136.
Terrängen runt Kordići är kuperad.Närmaste större samhälle är Bugojno, 8,7 km norr om Kordići.
Omgivningarna runt Kordići är en mosaik av jordbruksmark och naturlig växtlighet. Runt Kordići är det ganska tätbefolkat, med 93 invånare per kvadratkilometer.